# Orchestia stephenseni
Orchestia stephenseni is een vlokreeftensoort uit de familie van de Talitridae. De wetenschappelijke naam van de soort is voor het eerst geldig gepubliceerd in 1928 door Cecchini.